# زيادة سكانية

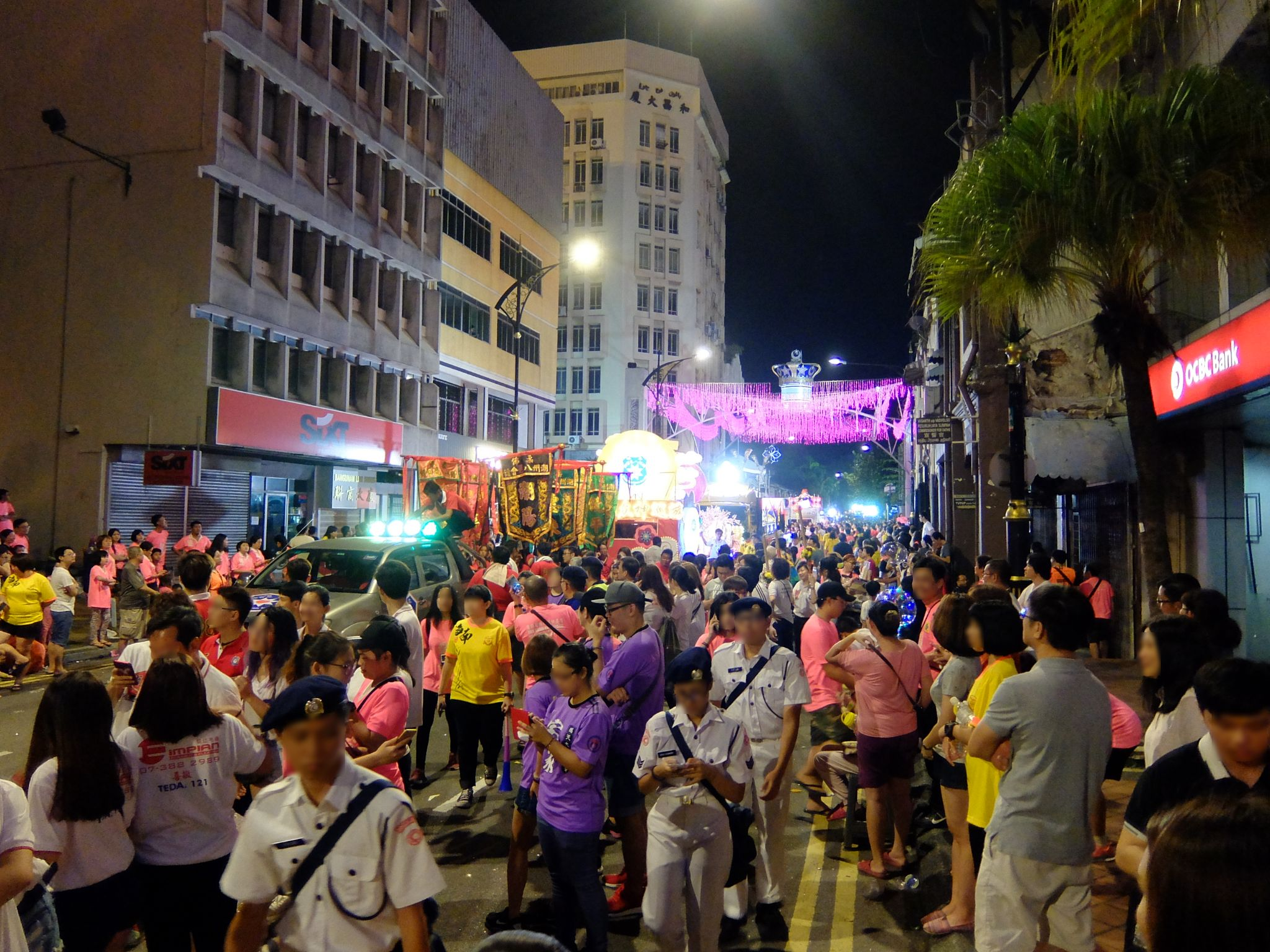

تحدث الزيادة السكانية أو الاكتظاظ السكاني عندما يتجاوز عدد الأنواع القدرة الاستيعابية لمكانته البيئية. ويمكن أن تنجم عن زيادة في المواليد (معدل الخصوبة)، وانخفاض في معدل الوفيات، وزيادة في الهجرة، أو الاستدامة الحيومية واستنزاف الموارد. عندما يحدث الاكتظاظ السكاني، يحد الأفراد من الموارد المتاحة للبقاء على قيد الحياة.
يعد التغير في عدد الأفراد لكل وحدة مساحة في منطقة معينة أحد المتغيرات المهمة التي لها تأثير كبير على النظام البيئي بأكمله.

## الزيادة السكانية الحيوانية
في البرية، يؤدي الاكتظاظ السكاني إلى نمو أعداد الحيوانات المفترسة. هذا له تأثير في السيطرة على مجموعة الفرائس وضمان تطورها لصالح الخصائص الجينية التي تجعلها أقل عرضة للافتراس (وقد يتطور المفترس بشكل متجاوب).
في غياب الحيوانات المفترسة، ترتبط الأنواع بالموارد التي يمكن أن تجدها في بيئتها، لكن هذا لا يتحكم بالضرورة في الزيادة السكانية، على الأقل في المدى القصير. يمكن أن يؤدي وفرة الموارد إلى حدوث ازدهار سكاني يتبعه انهيار سكاني. القوارض مثل فئران الحقل لديها مثل هذه الدورات من النمو السكاني السريع وانخفاض يتلوه.
غالبًا ما تسبب إدخال نوع غريب في حدوث اضطرابات بيئية، كما حدث عند إدخال الغزلان وسمك السلمون في الأرجنتين وكذلك عندما تم إدخال الأرانب إلى أستراليا، وفي الواقع عندما تم إدخال الحيوانات المفترسة مثل القطط في محاولة للسيطرة على الأرانب.

## الزيادة السكانية البشرية
يحدث الاكتظاظ السكاني البشري عندما تتجاوز البصمة البيئية للسكان البشريين في موقع جغرافي معين القدرة الاستيعابية للمكان الذي تشغله تلك المجموعة. يمكن زيادة النظر إلى الزيادة السكانية، من منظور طويل الأجل، على أنها موجودة عندما لا يمكن الحفاظ على السكان بالنظر إلى النضوب السريع للموارد غير المتجددة أو في ضوء تدهور قدرة البيئة على تقديم الدعم للسكان.
يشير مصطلح الزيادة السكانية البشرية أيضًا إلى العلاقة بين جميع البشر وبيئتهم: الأرض، أو إلى مناطق جغرافية أصغر مثل البلدان. يمكن أن ينتج الاكتظاظ السكاني عن الزيادة في عدد المواليد، أو انخفاض معدلات الوفيات على خلفية معدلات الخصوبة المرتفعة،  وزيادة في الهجرة، أو من منطقة بيولوجية غير مستدامة واستنفاد الموارد. يمكن تكثيف المناطق ذات الكثافة السكانية المنخفضة إذا كانت المنطقة تتمتع بقدرة ضئيلة أو غير موجودة للحفاظ على الحياة (مثل الصحراء). يستشهد دعاة الاعتدال السكاني بقضايا مثل نوعية الحياة، والقدرة الاستيعابية وخطر المجاعة كأساس للدفاع ضد النمو السكاني البشري المرتفع المستمر وتراجع السكان. يقترح العلماء أن التأثير البشري على البيئة نتيجة الاكتظاظ السكاني والاستهلاك المفرط وانتشار التكنولوجيا دفع الكوكب إلى عصر جيولوجي جديد يعرف باسم الأنثروبوسين.

## اقرأ أيضًا
- ازدحام